# Vương Thẩm Tri
Vương Thẩm Tri (giản thể: 王审知; phồn thể: 王審知; bính âm: Wáng Shěnzhī; Bạch thoại tự: Ông Sím-ti; 862–30 tháng 12 năm 925), tên tự Tín Thông (信通) hay Tường Khanh (詳卿), gọi theo thụy hiệu là Mân Trung Ý Vương, sau tiếp tục được truy phong là Mân Thái Tổ, là vị quân chủ khai quốc của nước Mân thời Ngũ Đại Thập Quốc.

## Thân thế
Vương Thẩm Tri sinh năm 862, dưới triều đại của Đường Ý Tông. Tổ tiên năm đời của ông là Vương Diệp (王曄) giữ chức Cố Thủy [huyện] lệnh, được dân chúng yêu mến, và ông ta cùng gia đình định cư tại Cố Thủy. Gia đình này sau đó trở nên vẻ vang với nghiệp kinh doanh. Cha ông tên là Vương Nhẫm (王恁), mẹ ông là Đổng thị. Ông có hai anh là Vương Triều và Vương Thẩm Khuê (王審邽).

## Phụng sự Vương Tự
Năm 881, Đại Đường chìm đắm trong các cuộc khởi nghĩa nông dân, Vương Tự và Lưu Hành Toàn (劉行全) tiến hành nổi dậy và chiếm Thọ châu, sau đó là Quang châu- bao gồm huyện Cố Thủy. Vương Tự được Phụng Quốc tiết độ sứ Tần Tông Quyền bổ nhiệm làm Quang châu thứ sử. Vương Tự buộc các đàn ông địa phương phải nhập ngũ, ba anh em Vương Triều, Vương Thẩm Khuê và Vương Thẩm Tri trở thành binh lính dưới quyền Vương Tự.
Sau đó, Tần Tông Quyền quay sang phản lại triều đình Đường, xưng làm hoàng đế, đem quân tiến công Vương Tự. Vương Tự lo sợ nên tập hợp 5.000 binh sĩ Quang châu và Thọ châu và buộc người dân phải vượt sang bờ nam Trường Giang. Vào mùa xuân năm 885, Vương Tự tiếp tục tiến về phía nam và khi Vương Tự tiến đến Chương châu, đội quân của ông ta cạn kiệt lương thực. Do địa hình Phúc Kiến gồ ghề, Vương Tự ra lệnh bỏ lại những người già yếu. Tuy nhiên, Vương Thẩm Tri cùng hai anh vẫn đưa Đổng thị đi cùng. Vương Tự trách mắng họ và đe dọa giết Đổng thị. Ba anh em cầu xin tha mạng cho Đổng thị, đề nghị được chết thay bà, các thuộc hạ khác cũng nói giúp cho họ, khiến Vương Tự mủi lòng.
Khi đội quân tiến đến Nam An, Vương Triều cùng tướng tiền phong quay sang chống lại Vương Tự, họ tiến hành phục kích và bắt được Vương Tự. Vương Triều trở thành thủ lĩnh của đội quân. Sau đó Vương Triều được Phúc Kiến quan sát sứ Trần Nham (陳巖) bổ nhiệm làm Tuyền châu thứ sử.

## Phụng sự Vương Triều
Năm 891, Trần Nham qua đời, Vương Tự và Đô tướng Phạm Huy (范暉) tranh giành quyền cai quản Phúc Kiến. Năm 892, Vương Triều bổ nhiệm em họ là Vương Ngạn Phục (王彥復) làm Đô thống, Vương Thẩm Tri làm Đô giám, đem binh công Phúc châu. Theo ghi chép thì người Hán tự quyên lương thực, còn các dân tộc khác đem binh thuyền trợ giúp quân của Vương Triều.
Tuy nhiên, việc bao vây Phúc châu bị sa lầy do thành phòng thủ vững chắc, Phạm Huy cầu cứu Uy Thắng tiết độ sứ Đổng Xương- có quan hệ thông qua hôn nhân với Trần Nham. Đổng Xương phái 5.000 quân của Ôn châu, Đài châu và Vụ châu đến cứu Phúc châu. Vương Ngạn Phục và Vương Thẩm Tri hay tin, thấy thành Phúc châu kiên cố, quân sĩ chết và bị thương nhiều, quyết định báo lại cho Vương Triều và thỉnh cầu bãi binh, song Vương Triều từ chối. Khi họ thỉnh Vương Triều tự đến hành doanh, Vương Triều trả lời: "Binh hết thì thêm binh, tướng hết thì thêm tướng. Binh tướng đều hết, ta sẽ tự đến"
Vương Ngạn Phục và Vương Thẩm Tri lo sợ bị trách mắng nên tăng cường tiến công. Đến tháng 5 ÂL năm 893, Phúc châu cạn nguồn lương thực, Phạm Huy trao ấn cho giám quân rồi bỏ thành chạy trốn rồi bị binh sĩ giết chết, quân Uy Thắng vẫn đang trên đường đến song khi hay tin thì trở về Uy Thắng. Ngày Canh Tý, Vương Ngạn Phục cùng tướng sĩ tiến vào thành Phúc châu. Vương Triều tiến vào Phúc châu, xưng là lưu hậu. Năm 896, Đường Chiêu Tông thăng Phúc Kiến thành Uy Vũ quân (威武), bổ nhiệm Vương Triều làm tiết độ sứ.
Trong khi Vương Triều giữ chức tiết độ sứ, Vương Thẩm Tri giữ chức quan sát phó sứ. Theo ghi chép, khi Vương Thẩm Tri phạm lỗi, sẽ bị Vương Triều đánh, song Vương Thẩm Tri không oán giận. Khi Vương Triều nằm trên giường bệnh vào năm 897, thay vì giao lại quyền lực cho một trong bốn con (Vương Diên Hưng (王延興), Vương Diên Hồng (王延虹), Vương Diên Phong (王延豐), Vương Diên Hưu (王延休)), ông ta lại giao phó quân phủ sự cho Vương Thẩm Tri. Ngày Đinh Mùi tháng 12 ÂL, Vương Triều qua đời.
Sau khi Vương Triều qua đời, Vương Thẩm Tri đề nghị giao lại quyền hành cho anh là Tuyền châu thứ sử Vương Thẩm Khuê, song Vương Thẩm Khuê từ chối vì cho rằng Vương Thẩm Tri có công lao lớn hơn. Sau đó, Vương Thẩm Tri xưng là lưu hậu, rồi được Đường Chiêu Tông bổ nhiệm làm tiết độ sứ.

## Uy Vũ tiết độ sứ
Ngày Nhâm Thân tháng 2 ÂL năm 900, Đường Chiêu Tông ban chức Đồng bình chương sự (tể tướng trên danh nghĩa) cho Vương Thẩm Tri. Sau đó ông lại được nhậm chức kiểm hiệu tư không và kiểm hiệu tư đồ. Năm 902, Vương Thẩm Tri cho xây ngoại quách thành Phúc châu. Năm 904, Đường Chiêu Tông phong tước Lang Da vương cho Vương Thẩm Tri, thực ấp 4.000 hộ, thực phong 100 hộ; thăng chức kiểm hiệu thái bảo.
Năm 907, Tuyên Vũ tiết độ sứ Chu Toàn Trung soán vị Đường Ai Đế, trở thành Hậu Lương Thái Tổ, lập ra triều Hậu Lương. Vương Thẩm Tri công nhận Chu Toàn Trung là Thiên tử, sau đó được ban cho chức Thị trung. Ngày Canh Tý (5) tháng 4 năm Kỉ Tị (27 tháng 4 năm 909), Hậu Lương Thái Tổ phong tước Mân vương cho Vương Thấm Tri, cùng chức Trung thư lệnh.

## Thời kỳ đầu trị vì
Cũng vào năm 909, Hoằng Nông (tức Ngô) khiển sứ giả Trương Tri Viễn (張知遠) sang Mân xây dựng quan hệ hòa hảo. Vương Thẩm Tri thấy Trương Tri Viễn hỗn láo nên quyết định xử trảm Trương Tri Viễn, thượng biểu nói rằng từ nay tuyệt giao với Hoằng Nông (nước này vốn không công nhận Hậu Lương).
Theo ghi chép, Vương Thẩm Tri có tính tiết kiệm, thường đi giày gai, phủ chật hẹp và chưa từng tu bổ. Ông khoan dung trong hình phạt, trưng thu thuế ở mức thấp; công tư đều thịnh vượng, đất Mân an bình. Ông nộp cống phẩm hàng năm cho Hoàng đế Hậu Lương thông qua đường biển, cập bến ở Đăng châu (登州) và Lai châu (萊州), song có đến 40-50% thuyền bị lật chìm.
Năm 916, Vương Thẩm Tri gả một con gái cho Tiền Truyền Hướng (錢傳珦, sau gọi là Tiền Nguyên Hướng (錢元珦)- con của Ngô Việt vương Tiền Lưu. Tiền Truyền Hướng đích thân đến Mân rước dâu, sau cuộc hôn nhân này, Mân và Ngô Việt càng thêm hữu hảo. Cũng vào năm 916, Vương Thẩm Tri bắt đầu cho đúc tiền bằng chì, và sau đó, tiền chì được lưu thông song song với tiền đồng truyền thống.

## Thời kỳ cuối trị vì
Năm 917, Lưu Nghiễm gả Thanh Viễn công chúa Lưu Hoa làm vợ của Vương Diên Quân- nhị tử của Vương Thẩm Tri, thắt chặt quan hệ giữa hai nước.
Năm 918, Ngô vương Dương Long Diễn khiển tướng Lưu Tín (劉信) suất quân đi tiến công Bách Thắng tiết độ sứ Đàm Toàn Bá (譚全播) — người trên danh nghĩa quy phục cả Ngô và Hậu Lương — nhằm thôn tính Bách Thắng. Đàm Toàn Bá cầu viện Mân, cũng như Ngô Việt và Sở. Quân Mân tiến đến đóng tại Vu Đô để cứu viện Đàm Toàn Bá, Ngô Việt và Sở cũng phái binh đến. Đến khi Lưu Tín đánh bại quân Sở, quân Mân và quân Ngô Việt cũng triệt thoái. Sau đó, Lưu Tín chiếm được Kiền châu, Ngô nay kiểm soát trực tiếp Bách Thắng quân.
Sau khi Vương Thẩm Khuê qua đời, Vương Thẩm Tri cho phép con của ông ta là Vương Diên Bân (王延彬) kế tập cai quản Tuyền châu, sau đó ban cho Diên Bân chức Bình Lô tiết độ sứ (mặc dù Mân không kiểm soát quân này). Vương Diên Bân cai quản Tuyền châu trong vòng 17 năm, tình hình an định. Tuy nhiên, sau khi nhận được một bạch lộc và tử chi, ông ta trở nên kiêu nạo, tin tưởng vào lời của tăng Hạo Nguyên (浩源) rằng mình sẽ trở thành vương giả. Vương Diên Bân còn bí mật khiển sứ giả đến triều đình Hậu Lương triều cống, mong được bổ nhiệm làm Tuyền châu tiết độ sứ. Vương Thẩm Tri phát hiện ra sự việc vào năm 920, ông cho giết Hạo Nguyên cùng đồng đảng, truất chức vụ của Vương Diên Bân, buộc về sống trong tư em.
Năm 922, Lưu Nghiễm đến Mai Khẩu để tránh tà, do Mai Khẩu nằm gần biên giới giữa Mân và Nam Hán, tướng Mân là Vương Diên Mỹ (王延美)- có lẽ là con của Vương Thẩm Tri hoặc Vương Thẩm Khuê, quyết định tập kích Lưu Nghiễm. Tuy nhiên, Lưu Nghiễm biết trước tin tức và chạy trốn kịp thời.
Năm 923, Lý Tồn Úc xưng là hoàng đế Hậu Đường, tức Hậu Đường Trang Tông, sau đó chiếm được kinh đô Đại Lương của Hậu Lương, triều Hậu Lương diệt vong. Sau đó, Mân và Hậu Đường trao đổi sứ giả, Vương Thẩm Tri công nhận quyền bá chủ của Hậu Đường Trang Tông.
Năm 924, Nam Hán tiến công Mân, Hoàng đế Lưu Nghiễm tiến đến Đinh châu và Chương châu của Mân, tuy nhiên kết quả là chiến bại trước quân Mân và phải triệt thoái.
Năm 925, Vương Thẩm Tri lâm bệnh, mệnh trưởng tử là Vũ Uy tiết độ phó sứ Vương Diên Hàn nắm quyền cai quản quân phủ sự (Đương thời có tin đồn nói rằng Vương Thẩm Tri bị bệnh là do bị hạ độc bởi vợ Thôi thị của Vương Diên Hàn.) Ngày Tân Mùi tháng 12 ÂL năm đó, Vương Thẩm Tri qua đời, Vương Diên Hàn nắm quyền cai quản nước Mân, tự xưng là Uy Vũ lưu hậu. Ông được an táng tại Tuyên Lăng (nay tại núi Liên Hoa ở Phúc Châu, Phúc Kiến), thụy hiệu là Trung Ý, miếu hiệu là Thái Tổ.
Ông được lịch sử đánh giá là người hòa thuận với các nước lân bang, giữ yên bờ cõi; giảm nhẹ lao dịch, cắt giảm sưu thuế; phát triển sản xuất khiến kinh tế trở nên phồn thịnh; mở cửa các cảng, khuyến khích thông thương với nước ngoài; chiêu hiền nạp sĩ, phát triển giáo dục.

## Gia đình
Vợ
- Nhâm Nội Minh (任内明), truy phong hoàng hậu

Vợ lẽ
- Hoàng Huệ Cô (黃惠姑), Lỗ quốc phu nhân, sinh Vương Diên Quân, năm 933 được tôn làm hoàng thái hậu, năm 936 được tôn làm thái hoàng thái hậu
- Trần Kim Phượng (陳金鳳), sau trở thành hoàng hậu của Vương Diên Quân

Con
- Tự vương Vương Diên Hàn (王延翰), bị Vương Diên Bẩm sát hại
- Huệ Tông Vương Diên Quân (王延鈞), bị Vương Kế Bằng sát hại
- Vương Diên Mỹ (王延美), Thập Quốc Xuân Thu ghi là con của Vương Thẩm Khuê
- Vương Diên Bảo (王延保)
- Kiến châu thứ sử Vương Diên Vũ (王延武), năm 939 bị chất Vương Kế Bằng sát hại
- Hộ bộ thượng thư Vương Diên Vọng (王延望), năm 939 bị chất Vương Kế Bằng sát hại
- Cảnh Tông Vương Diên Hy (王延曦), bị Chu Văn Tiến và Liên Trọng Ngộ sát hại
- Đinh châu thứ sử Vương Diên Hỷ (王延喜), năm 944 bị Chu Văn Tiến sát hại
- Vương Diên Chính (王延政), bị Nam Đường bắt
- Vương Diên Tư (王延資)
- Phiêu kị đại tướng quân Vương Diên Tông (王延宗)

Con nuôi
- Vương Diên Bẩm (王延稟), thất bại khi thảo phạt Vương Diên Quân rồi bị giết
- Vương Diên Phong (王延豐), trưởng tử của Vương Triều

Nữ
- Lang Da quận quân, vợ của Lý Mẫn (李敏)
- Vương thị, vợ của Trương Tư Tề (張思齊)
- Lang Da quận quân, vợ của Tiền Nguyên Hướng (錢元珦)- con của Ngô Việt vương Tiền Lưu
- Vương thị, vợ của Dư Đình Ẩn (余廷隱)
- Tam nữ khác